# Xavian Virgo
Xavian Virgo, né le 25 octobre 1985, est un footballeur international jamaïcain.

## Carrière
Virgo est formé au Boys' Town Football Club. En 2004, lors de ses débuts dans l'équipe première des Boys' Town FC, il remporte le championnat de seconde division jamaïcaine. Il devient un élément important de la défense et participe aux deux succès consécutifs en Coupe de Jamaïque.
En 2006, il est sélectionné pour la première fois en équipe nationale, contre Sainte-Lucie. Le 28 février 2013, il inscrit son premier but sous les couleurs nationales, contre la Nouvelle-Zélande.

## Palmarès
- Champion de Jamaïque D2 en 2004 avec Boys' Town FC.
- Vainqueur de la Coupe de Jamaïque en 2009 et 2010 avec Boys' Town FC.